# Triclema tisamenus
Triclema tisamenus är en fjärilsart som beskrevs av Holland 1891. Triclema tisamenus ingår i släktet Triclema och familjen juvelvingar. Inga underarter finns listade i Catalogue of Life.